# Roberto Burle Marx
Roberto Burle Marx (São Paulo, 4 de agosto de 1909 – Rio de Janeiro, 4 de junho de 1994) foi um artista plástico e paisagista brasileiro. Embora tenha ficado conhecido internacionalmente ao exercer a profissão de paisagista, também era pintor, desenhista, designer, escultor e cantor.
É o responsável por ter introduzido o paisagismo modernista no Brasil. Burle Marx deixou um legado mundial e foi um dos primeiros paisagistas a utilizar plantas nativas brasileiras em seus projetos. Seu trabalho teve uma grande influência mundialmente no design de jardins tropicais no século XX, sendo que jardins aquáticos foram um tema popular em suas obras. Burle Marx foi um dos pioneiros a reivindicar a conservação das florestas tropicais no Brasil. Ele organizou inúmeras expedições e excursões pelos biomas brasileiros, sendo responsável pela descoberta de novas espécies. Mais de 30 plantas levam seu nome.
Morou grande parte de sua vida no Rio de Janeiro, onde estão localizados seus principais trabalhos, embora sua obra possa ser encontrada ao redor de todo o mundo. É no Rio de Janeiro que Burle Marx adquiriu o Sítio Santo Antônio da Bica, em Guaratiba, hoje conhecido como Sítio Roberto Burle Marx e sob direção do IPHAN. O Sítio era usado como espaço de aclimatação de plantas e hoje possui mais de 3 500 espécies de plantas diferentes.

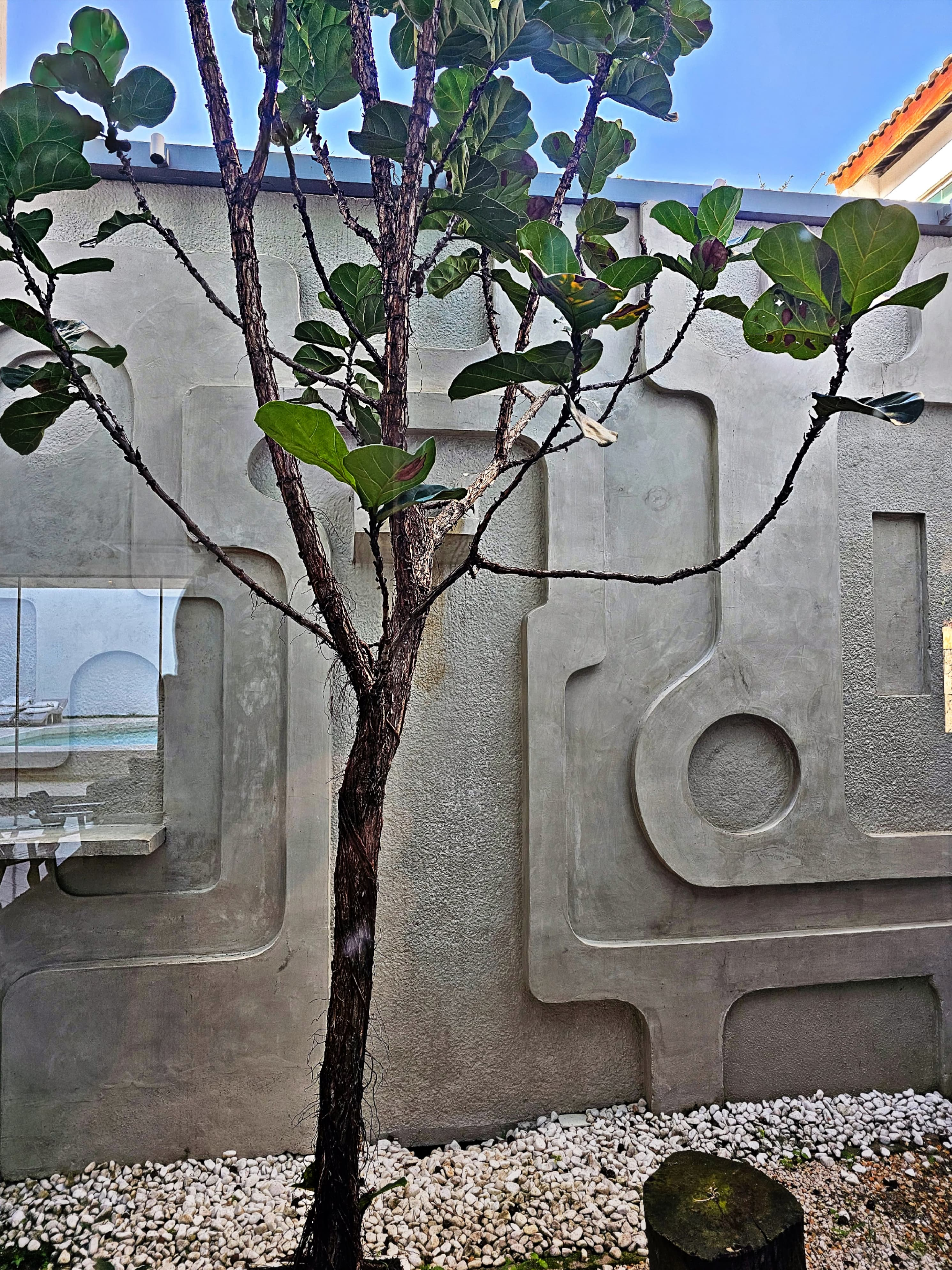
Parede esculpida por Bourle Marx em propriedade na Barra da Tijuca em 1982

Pioneiro na Barra da Tijuca fez o paisagismo da Mansão de Fernando Antonio Mendes em 1982 mostrando como estava a frente do tempo.

## Biografia

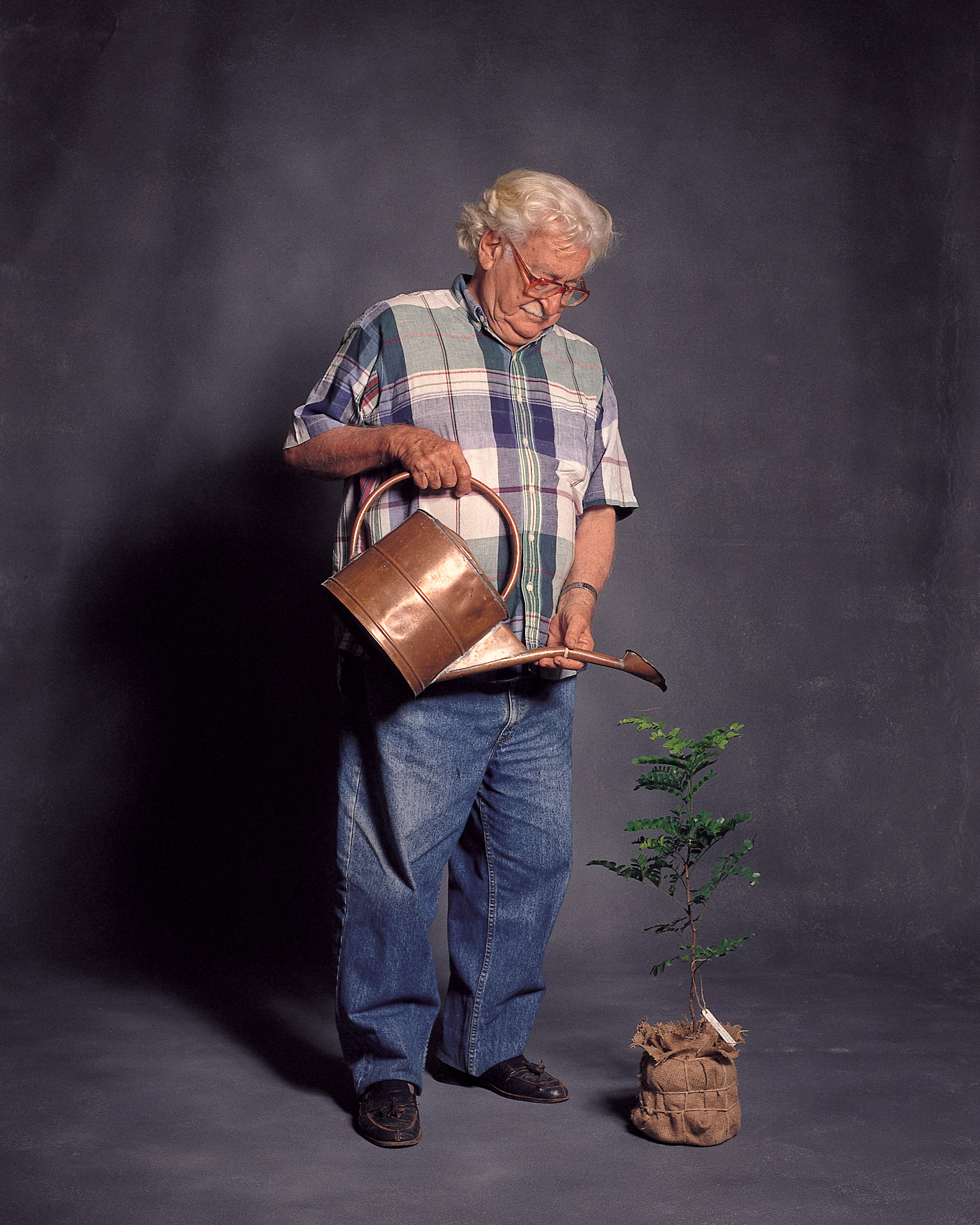
Roberto Burle Marx regando uma muda de pau-brasil. Foto de Marcio Scavone

Era o quarto filho de Cecília Burle, membro da tradicional família pernambucana de ascendência francesa Burle Dubeux, e de Wilhelm Marx, judeu alemão nascido em Estugarda e criado em Tréveris. O casal, que residia no bairro da Boa Vista no Recife, mudou-se para São Paulo quando Cecília estava grávida, tendo Roberto nascido na capital paulista aos quatro dias do mês de agosto de 1909.
A mãe, exímia pianista e cantora, despertou nos filhos o amor pela música e pelas plantas. Roberto a acompanhava, desde muito pequeno, nos cuidados diários com as rosas, begônias, antúrios, gladíolos, tinhorões e muitas outras espécies que plantava no seu jardim.

### Ida para o Rio de Janeiro
Quando os negócios começaram a ir mal em São Paulo, seu pai resolveu mudar-se para o Rio de Janeiro em 1913. A família viveu um tempo em casa de familiares e, quando a nova empresa de exportação e importação de couros de Wilhelm Marx começou a ter resultados positivos, finalmente se mudaram para um casarão no Leme. Nesse casarão, Burle Marx, então com 8 anos, começou a sua própria coleção de plantas e a cultivar suas mudas.[carece de fontes?]

### Período na Alemanha
Aos 19 anos, Burle Marx teve um problema nos olhos e a família se mudou para Alemanha em busca de tratamento. Permaneceram na Alemanha de 1928 a 1929, onde Burle Marx entrou em contato com as vanguardas artísticas. Lá conheceu um Jardim Botânico com uma estufa mantendo vegetação brasileira, pela qual ficou fascinado.[carece de fontes?]
As diversas exposições que visitou e, dentre as mais importantes, a de Pablo Picasso, Henri Matisse, Paul Klee e Vincent van Gogh, lhe causaram grande impressão, levando-o à decisão de estudar pintura.[carece de fontes?]

### Formação acadêmica em Artes Plásticas (Belas Artes)

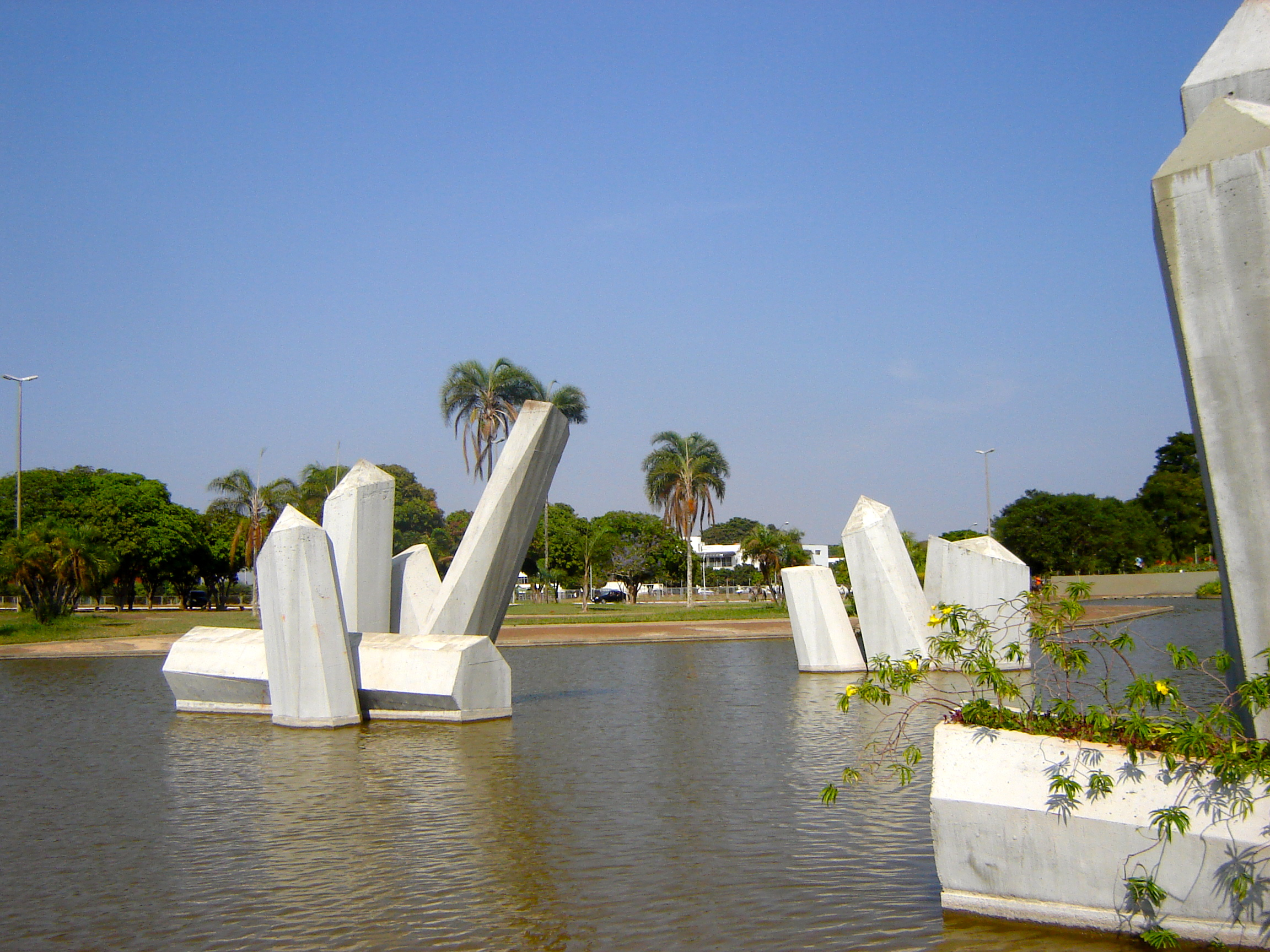
Praça dos Cristais em Brasília, obra paisagística de Roberto Burle Marx.

Durante a estada na Alemanha, Burle Marx estudou pintura no ateliê de Degner Klemn. De volta ao Rio de Janeiro, em 1930, Lúcio Costa, que era seu amigo e vizinho do Leme, o incentivou a ingressar na Escola Nacional de Belas Artes, atual Escola de Belas Artes da Universidade Federal do Rio de Janeiro. Burle Marx conviveu na universidade com aqueles que se tornariam reconhecidos na arquitetura moderna brasileira: Oscar Niemeyer, Hélio Uchôa, Milton Roberto, entre outros.

### Início do paisagismo no Recife

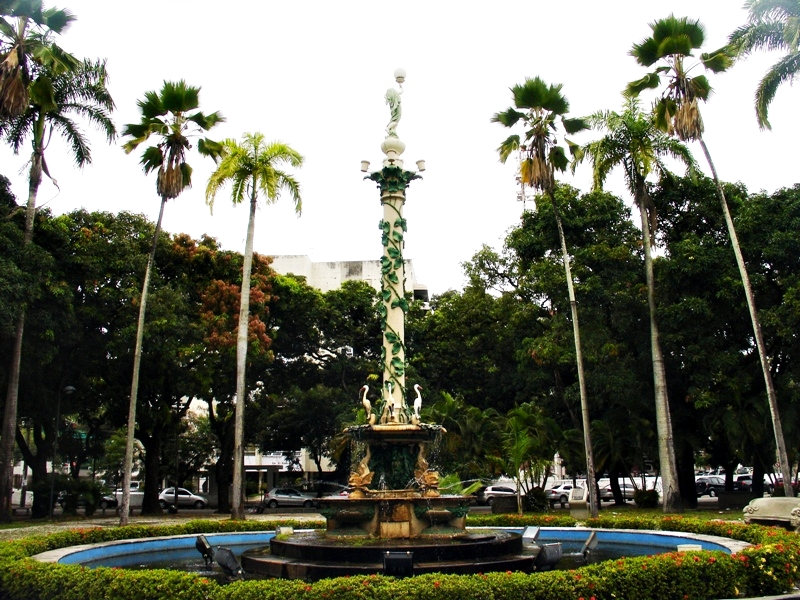
Praça do Entroncamento, uma das praças recifenses projetadas por Burle Marx.

O primeiro projeto de jardim público idealizado por Burle Marx foi a Praça de Casa Forte, no Recife, em 1934. Nesse mesmo ano assumiu o cargo de Diretor de Parques e Jardins do Departamento de Arquitetura e Urbanismo de Pernambuco, onde ainda lidava com um trabalho de inspiração levemente eclética, projetando mais de 10 praças. Nesse cargo, fez uso intenso da vegetação nativa nacional e começou a ganhar renome, sendo convidado a projetar os jardins do Edifício Gustavo Capanema (então Ministério da Educação e da Saúde). Em 1935, ao projetar a Praça Euclides da Cunha (a Praça do Internacional, conhecida também como Cactário Madalena) ornamentada com plantas da caatinga e do sertão nordestino, buscou livrar os jardins do "cunho europeu", semeando a alma brasileira e divulgando o "senso de brasilidade". Seu grupo do movimento arquitetônico modernista (junto com Luís Nunes, da Diretoria de Arquitetura e Construção, e Attílio Correa Lima, responsável pelo Plano Urbanístico da cidade), ganhou opositores como Mário Melo e simpatizantes como Gilberto Freyre, Joaquim Cardozo e Cícero Dias, com os quais sempre se reunia. Em 1937 criou o primeiro Parque Ecológico do Recife.

### Ruptura e modernidade

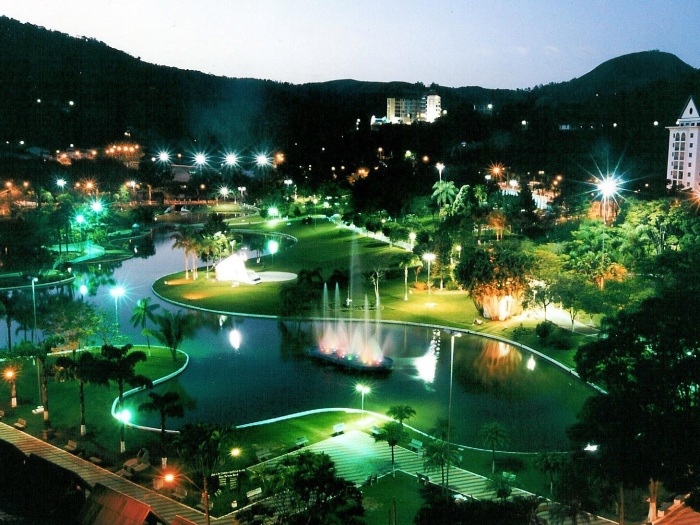
Praça Adhemar de Barros, com projeto de paisagismo de Burle Marx, localizada em Águas de Lindoia, São Paulo.

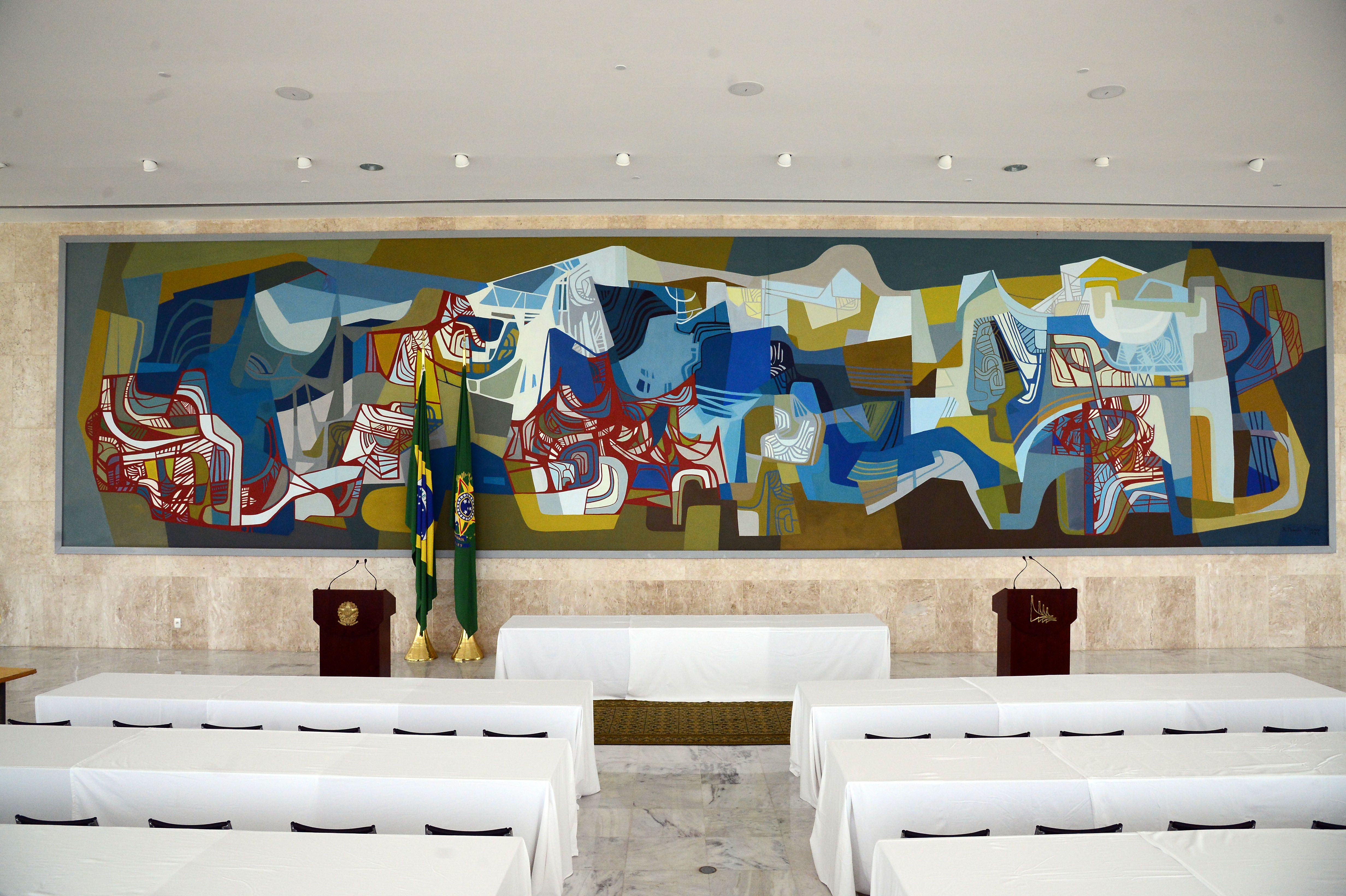
Painel, acervo do Palácio do Planalto

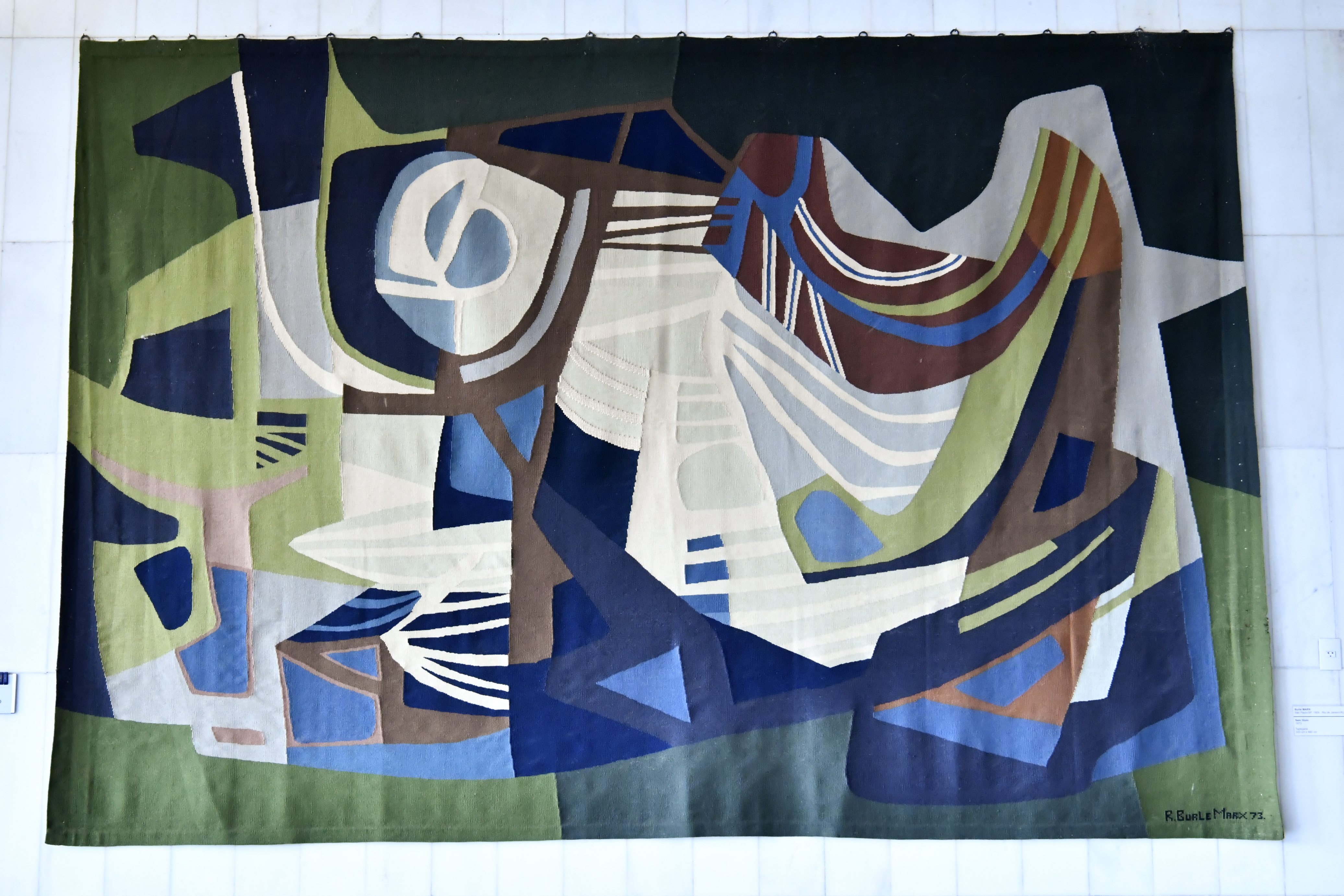
Tapeçaria, 1973, acervo do Congresso Nacional

Sua participação na definição da Arquitetura Moderna Brasileira foi fundamental, tendo atuado nas equipes responsáveis por diversos projetos célebres. O terraço-jardim que projetou para o Edifício Gustavo Capanema é considerado um marco de ruptura no paisagismo brasileiro. Definido por vegetação nativa e formas sinuosas, o jardim (com espaços contemplativos e de estar) possuía uma configuração inédita no país e no mundo.
A partir daí, Burle Marx passou a trabalhar com uma linguagem bastante orgânica e evolutiva, identificando-a muito com vanguardas artísticas como a arte abstrata, o concretismo, o construtivismo, entre outras. As plantas baixas de seus projetos lembram em muitas vezes telas abstratas, nas quais os espaços criados privilegiam a formação de recantos e caminhos através dos elementos de vegetação nativa.[carece de fontes?]

### Vida pessoal
Burle Marx era sabidamente homossexual. Atualmente, pessoas LGBTQIA+ lembram de seu nome como uma referência e um exemplo a ser seguido: 
"E toda vez que um garoto for chorar sozinho numa praça, porque não é aceito em casa pela sua orientação sexual, e olhar para o trabalho de Burle Marx, ele não vai se sentir tão sozinho por saber que quem fez aquilo foi um cara igual a ele".

## Cronologia
- 1909 - Nasce Burle Marx em 4 de agosto, em São Paulo.
- 1913 - Muda-se com a família para o Rio de Janeiro, onde fixam domicílio.
- 1928 a 1929 - Vive período na Alemanha com a família.
- 1930 a 1934 - Ingressa e frequenta a Escola Nacional de Belas Artes, Rio de Janeiro.
- 1932 - Primeiro projeto de paisagismo para a residência da família Schwartz no Rio de Janeiro.
- 1934 - Assume a Diretoria de Parques e Jardins do Recife, projeta praças e jardins públicos.
- 1935 - Participa da elaboração paisagística do jardim no atual Palácio Gustavo Capanema.
- 1937 - Cria o primeiro Parque Ecológico do Recife.
- 1944 - Desenha os azulejos do Hall de entrada do Edifício Prudência (Rino Levi) em Higienópolis São Paulo.[11][12]
- 1949 - Adquire um sítio de 365 mil m2, em Guaratiba, RJ, onde abriga uma grande coleção de plantas.
- 1950 - Projeta o Parque Generalisimo Francisco de Miranda em Caracas, Venezuela.
- 1953 - Projeta os Jardins da Cidade Universitária da Universidade do Brasil, Rio de Janeiro.
- 1953 - Projeta o Jardim do Aeroporto da Pampulha, em Belo Horizonte.
- 1954 - Projeta o paisagismo do Balneário Municipal de Águas de Lindoia, SP.
- 1954 - Realiza o projeto paisagístico para o Parque Ibirapuera, em São Paulo, SP (não executado).
- 1955 - Projeta o paisagismo do Museu de Arte Moderna do Rio de Janeiro - MAM/RJ.
- 1960 - Projeto o paisagismo da Praça da Cidadania da Universidade Federal de Santa Catarina, onde situa-se o Prédio da Reitoria, em Florianópolis.
- 1961 - Projeta o paisagismo para o Eixo Monumental de Brasília.
- 1961 - Paisagismo do Aterro do Flamengo, no Rio de Janeiro.
- 1968 - Projeta o paisagismo da Embaixada do Brasil em Washington, D.C. (Estados Unidos).
- 1970 - Projeta o paisagismo do Palácio Karnak, sede oficial do Governo do Piauí.
- 1971 - Projeta o paisagismo do aterro da Bahia Sul em Florianópolis.
- 1971 - Recebe a Comenda da Ordem do Rio Branco do Itamaraty em Brasília.
- 1982 - Recebe o título Doutor honoris causa da Academia Real de Belas Artes de Haia (Holanda).
- 1982 - Recebe o título Doutor honoris causa do Royal College of Art em Londres (Inglaterra).
- 1985 - Doou seu sítio de Guaratiba com seu acervo ao Instituto do Patrimônio Histórico e Artístico Nacional - IPHAN (na ocasião se chamava Fundação Nacional Pró Memória).
- 1988 - Recebe homenagem da escola de samba Independentes de Cordovil (Grupo de Acesso do Carnaval do Rio de Janeiro).
- 1989 - Recebe o título Doutor honoris causa da Universidade Federal do Rio de Janeiro, por indicação da Faculdade de Arquitetura e Urbanismo[13]
- 1990 - Projeta o paisagismo do Parque Ipanema, em Ipatinga/MG.
- 1994 - Morre no Rio de Janeiro, em 4 de junho, tendo projetado mais de 2 mil jardins ao longo de sua vida.

## Celebrações
Desde 2009, celebra-se no Recife a Semana Burle Marx, no início do mês de agosto. (Lei Municipal nº 17 571/2009). Será tema do enredo da Escola de Samba Botafogo Samba Clube no Carnaval de 2026.